# Peccata Mundi
Peccata Mundi es un disco conceptual publicado en Cucuso Records por la banda independiente de rock industrial y electrónico La Secta en el año 2008. Es el cuarto disco de la banda, después de dos años de la publicación de Un gusano de cemento en el 2006 y Vive! en el 2002.

## Concepto
El nombre del disco, Peccata Mundi, que a su vez es el nombre de una de las canciones, hace referencia a la liturgia de la misa católica, concretamente a la oración "agnus dei qui tolis peccata mundi" ("cordero de dios que quitas el pecado del mundo" en latín), repetida continuamente en tono solemne en la canción misma. El concepto del disco se basa en el pecado como forma de relacionarse, y en él, cada uno de los músicos es introducido como tentado por uno de los demonios de la cristiandad tal y como se reflejaran en El viaje de los siete demonios, de Manuel Mujica Lainez, Asmodeo por el pecado de la lujuria, Mammon por la Avaricia, Beelzebub en representación de la Gula, Belphegor por la pereza, Satanás en representación del pecado de la Ira, Lucifer por el orgullo y Leviatán por la envidia. Los pecados están citados en el álbum por sus nombres latinos (luxuria, avaritia, gula, acidia, superbia, ira, invidia), en consonancia con el título del álbum y de la canción, también en latín.
El álbum persigue la estética general de la banda, que en sus presentaciones en vivo hace gala de numerosos recursos visuales para reforzar la propuesta, e incluye una fuerte apuesta gráfica y literaria, tratadas sus tapas gráficamente con fotomontaje artístico en el que predominan los colores negros y grises, con tonalidades de piel pálida.

## Lista de canciones
- 01- Uno (3:22)
- 02- Dos (2:58)
- 03- El volador (5:21)
- 04- Cerdo (4:27)
- 05- Pororor (4:23)
- 06- Benito durante (4:19)
- 07- Peccata mundi (3:59)
- 08- Enigma (1:24)
- 09- El eterno (5:06)
- 10- Coo! (5:18)
- 11- On.Ce (4:07)
- 12- Enemy's Karma (6:14)

## Repercusión
Este es el disco más conocido de la banda, en la medida en que los dos temas más conocidos de la misma, "El volador" y "Cerdo", pertenecen a él. Asimismo, estas dos canciones son las más habitualmente pasadas por las radios locales y under del país.